# Poremećaji ravnoteže elektrolita
Poremećaji ravnoteže elektrolita su poremećaji, povišenja ili sniženja, koncentracije elektrolita u krvi čovjeka. Elektroliti imaju vitalnu ulogu u održavanju homeostaze u tijelu čovjeka. Poremećaji elektrolita mogu uzrokovati poremećaje u radu svih vrsta stanica u tijelu, a najčešće remete rad svih vrsta mišićnih stanica, živčanih stanica, remete ravnotežu tekućina u tijelu i acidobazni status, i mogu uzrokovati još niz drugih poteškoća.
Najčešći poremećaji elektrolita su poremećaji koncentracije iona kalij, natrij i kalcij. Poremećaji ostalih elektrolita, (magnezij, klorid, fosfat, bikarbonat) su manje učestali i često su udruženi ili povezani s poremećajem gore navedenih elektrolita. 

## Tablica najčešćih poremećaja elektrolita
| Elektrolit | Ionska formula | Povišenje koncentracije | Sniženje koncentracije |
| ---------- | -------------- | ----------------------- | ---------------------- |
| Natrij     | Na+            | Hipernatrijemija        | Hiponatrijemija        |
| Kalij      | K+             | Hiperkalijemija         | Hipokalijemija         |
| Kalcij     | Ca2+           | Hiperkalcijemija        | Hipokalcijemija        |
| Magnezij   | Mg2+           | Hipermagnezijemija      | Hipomagnezijemija      |
| Klorid     | Cl-            | Hiperkloremija          | Hipokloremija          |
| Fosfat     | PO43-          | Hiperfosfatemija        | Hipofosfatemija        |
| Bikarbonat | HCO3-          | Hiperbikarbonatemija    | Hipobikarbonatemija    |